# British Steel (album)
British Steel là album phòng thu thứ sáu của ban nhạc heavy metal người Anh Judas Priest, được Columbia Records phát hành vào ngày 11 tháng 4 năm 1980. Đây là album đầu của ban nhạc có sự góp mặt của tay trống Dave Holland trong đội hình.

## Tổng quan
Trong British Steel, ban nhạc tái trình bày thứ âm thanh mang tính thương mại mà họ đã định hình trong album Killing Machine. Lần này họ đã bỏ đi một vài chủ đề ca từ đen tối vốn là yếu tố nổi bật ở những sản phẩm trước, song vẫn giữ lại phần nào đó. Trong lần xuất hiện trên podcast "Rolling Stone Music Now" của đài phát thanh Sirius vào tháng 6 năm 2017, Rob Halford cho biết ban nhạc đã lấy cảm hứng từ AC/DC sau khi hỗ trợ họ biểu diễn trong một tour ở Châu Âu vào năm 1979. British Steel được thu âm tại Tittenhurst Park (tư gia của cựu Beatle Ringo Starr), sau khi khởi động lỗi ở Startling Studios (cũng nằm trong sân của tư dinh Tittenhurst Park), do ban nhạc thích dùng nhà của Starr hơn chính phòng thu âm. Sample kỹ thuật số vốn chưa được thông dụng trong ngành thu âm lúc bấy giờ, vì thế ban nhạc đã sử dụng công nghệ analog thu tiếng đập các chai sữa để đưa vào "Breaking the Law", cũng như nhiều tiếng động trong "Metal Gods" mà gậy bắn bi-a và khay đựng dao kéo tạo ra. Đây là album đầu của Judas Priest có sự tham gia của tay trống Dave Holland, và nhạc phẩm được phát hành ở Liên hiệp Anh với giá chiết khấu 3,99 bảng Anh. Các bài hát gồm "Breaking the Law", "United" và "Living After Midnight" được phát hành làm đĩa đơn.
Album được tái hậu kiểm vào năm 2001 với hai bài tặng kèm bổ sung. Bài phòng thu tặng kèm "Red, White, and Blue" được sáng tác trong thời gian thu nháp album Twin Turbos (tiền thân của Turbo) và thu âm tại Compass Point Studios ở Nassau vào tháng 7 năm 1985. Bài tặng kèm thứ hai là một màn trình bày trực tiếp bài "Grinder" - được thu âm vào ngày 5 tháng 5 năm 1984 ở Los Angeles, nằm trong tour diễn Defenders of the Faith.
Năm 2009, Judas Priest khởi động tour diễn kỷ niệm 30 năm ra đời tại Mỹ bằng việc trình bày trực tiếp toàn bộ British Steel lần đầu tiên. Những album khác mà Judas Priest trình bày trực tiếp toàn bộ các bài là Defenders of the Faith và Rocka Rolla, song chẳng album nào được phát theo thời lượng đĩa LP gốc hoặc ở chính tour diễn ấy (dẫu cho sản phẩm LP gốc ra mắt ở Hoa Kỳ có thứ tự phát nhạc khác so với bản ở Liên hiệp Anh).
Sản phẩm album kỷ niệm 30 năm ra đời có đính kèm một đĩa DVD và CD thu lại một liveshow vào ngày 17 tháng 8 năm 2009 tại Nhà thi đấu Hard Rock Seminole ở Hollywood, Florida, nằm trong tour kỷ niệm 30 năm ra đời British Steel. Phiên bản trình bày trực tiếp toàn bộ các bài từ British Steel ở sản phẩm này cũng được bày bán dưới dạng nội dung nhạc số ở loạt trò chơi video Rock Band - bắt đầu vào ngày 11 tháng 5 năm 2010.

## Đánh giá chuyên môn
| Đánh giá chuyên môn               | Đánh giá chuyên môn                 |
| Nguồn đánh giá                    | Nguồn đánh giá                      |
| Nguồn                             | Đánh giá                            |
| --------------------------------- | ----------------------------------- |
| About.com                         | (ấn bản kỷ niệm 30 năm)             |
| AllMusic                          | [ 8 ]                               |
| BBC Music                         | (yêu thích) (ấn bản kỷ niệm 30 năm) |
| The Encyclopedia of Popular Music | [ 10 ]                              |
| PopMatters                        | 8/10 (ấn bản kỷ niệm 30 năm)        |
| Record Collector                  | (ấn bản kỷ niệm 30 năm)             |
| Rolling Stone                     | (yêu thích)                         |
| Sputnikmusic                      | 2,0/5                               |

Album đã nhận được những đánh giá tích cực từ giới phê bình. AllMusic chấm album 5/5 sao, giải thích rằng album "khởi đầu những ngày huy hoàng của heavy metal ở thập niên 1980" và "Vẫn có những lát cắt hỗn độn tiếng kim loại với tiết tấu nhanh ở cả hai bài 'Rapid Fire' và 'Steeler' trong album, cộng thêm bản nhạc u sầu hơn, giàu hiệu quả trong 'Metal Gods'".
Rolling Stone và BBC Music đều cực kỳ hưởng ứng album, còn trang PopMatters chấm album điểm 8/10. Năm 2017, nhạc phẩm đứng thứ ba trong danh sách "100 album nhạc metal vĩ đại nhất mọi thời đại" của Rolling Stone. Album cũng có mặt trong cuốn sách 1001 Albums You Must Hear Before You Die.
Trong buổi phỏng vấn với podcast Educate Ebony của Wall of Sound, Max Cavalera nhận định rằng British Steel là album "thrash metal thiết yếu" mà mọi người cần nghe và nói "Tôi cam đoan rằng bạn có thể đi hỏi Metallica, nếu không có British Steel thì cũng chẳng có họ đâu." British Steel còn được tạp chí The Guardian xem là "đĩa nhạc theo đúng định nghĩa heavy metal của chúng ta hơn bất kì sản phẩm nào khác".

## Danh sách ca khúc

### Bản phát hành ở Hoa Kỳ (1980)
Tất cả các ca khúc được viết bởi Glenn Tipton, Rob Halford và K. K. Downing.
| Mặt một | Mặt một            | Mặt một    |
| STT     | Nhan đề            | Thời lượng |
| ------- | ------------------ | ---------- |
| 1.      | "Breaking the Law" | 2:33       |
| 2.      | "Rapid Fire"       | 4:00       |
| 3.      | "Metal Gods"       | 4:04       |
| 4.      | "Grinder"          | 3:57       |
| 5.      | "United"           | 3:31       |

| Mặt hai | Mặt hai                               | Mặt hai    |
| STT     | Nhan đề                               | Thời lượng |
| ------- | ------------------------------------- | ---------- |
| 6.      | "Living After Midnight"               | 3:30       |
| 7.      | "You Don't Have to Be Old to Be Wise" | 5:03       |
| 8.      | "The Rage"                            | 4:44       |
| 9.      | "Steeler"                             | 4:30       |

### Các bản khác
Tất cả các ca khúc được viết bởi Glenn Tipton, Rob Halford và K. K. Downing.
| Mặt một | Mặt một            | Mặt một    |
| STT     | Nhan đề            | Thời lượng |
| ------- | ------------------ | ---------- |
| 1.      | "Rapid Fire"       | 4:08       |
| 2.      | "Metal Gods"       | 4:00       |
| 3.      | "Breaking the Law" | 2:35       |
| 4.      | "Grinder"          | 3:58       |
| 5.      | "United"           | 3:35       |

| Mặt hai | Mặt hai                               | Mặt hai    |
| STT     | Nhan đề                               | Thời lượng |
| ------- | ------------------------------------- | ---------- |
| 1.      | "You Don't Have to Be Old to Be Wise" | 5:04       |
| 2.      | "Living After Midnight"               | 3:31       |
| 3.      | "The Rage"                            | 4:44       |
| 4.      | "Steeler"                             | 4:30       |

| Bài tặng kèm 2001 | Bài tặng kèm 2001                                                                                    | Bài tặng kèm 2001 |
| STT               | Nhan đề                                                                                              | Thời lượng        |
| ----------------- | --- | ----------------- |
| 10.               | "Red, White & Blue" (Thu trong các buổi ghi nháp Turbo (1985))                                       | 3:49              |
| 11.               | "Grinder" (Trình bày trực tiếp ở Nhà thi đấu Long Beach, Long Beach, California; 5 tháng 5 năm 1984) | 4:49              |

### Bản kỷ niệm 30 năm – đĩa CD/DVD trực tiếp tặng kèm
Tất cả các ca khúc được viết bởi Glenn Tipton, Rob Halford và K. K. Downing ngoại trừ chỗ ghi chú giải.
| STT | Nhan đề                                                                                 | Thời lượng |
| --- | --------------------------------------------------------------------------------------- | ---------- |
| 1.  | "Rapid Fire"                                                                            | 4:18       |
| 2.  | "Metal Gods"                                                                            | 4:34       |
| 3.  | "Breaking the Law"                                                                      | 2:43       |
| 4.  | "Grinder"                                                                               | 4:06       |
| 5.  | "United"                                                                                | 3:45       |
| 6.  | "You Don't Have to Be Old to Be Wise"                                                   | 5:24       |
| 7.  | "Living After Midnight"                                                                 | 4:53       |
| 8.  | "The Rage"                                                                              | 5:04       |
| 9.  | "Steeler"                                                                               | 5:23       |
| 10. | "The Ripper" (Tipton)                                                                   | 3:09       |
| 11. | "Prophecy" (Bị lược khỏi CD. Một vài dịch vụ streaming xếp bài này ở vị trí cuối cùng.) | 6:12       |
| 12. | "Hell Patrol"                                                                           | 3:57       |
| 13. | "Victim of Changes" (Al Atkins, Downing, Halford, Tipton)                               | 9:29       |
| 14. | "Freewheel Burning"                                                                     | 5:49       |
| 15. | "Diamonds & Rust" (Joan Baez)                                                           | 4:07       |
| 16. | "You've Got Another Thing Coming"                                                       | 8:58       |

## Xếp hạng
| Xếp hạng (1980)                     | Vị trí cao nhất |
| ----------------------------------- | --------------- |
| Canada Top Albums/CDs (RPM)         | 45              |
| Japanese Albums (Oricon)            | 69              |
| Album Thụy Điển (Sverigetopplistan) | 20              |
| Album Anh Quốc (OCC)                | 4               |
| Album Hoa Kỳ Billboard 200          | 34              |

| Xếp hạng (2010)                          | Vị trí cao nhất |
| ---------------------------------------- | --------------- |
| Album Phần Lan (Suomen virallinen lista) | 46              |
| Album Đức (Offizielle Top 100)           | 59              |
| Album Hy Lạp (IFPI)                      | 4               |
| Album Scotland (OCC)                     | 74              |
| Album Tây Ban Nha (PROMUSICAE)           | 55              |
| Album Thụy Sĩ (Schweizer Hitparade)      | 92              |
| Album Anh Quốc (OCC)                     | 78              |
| Album Anh Quốc Rock & Metal (OCC)        | 5               |

## Chứng nhận
| Quốc gia                                  | Chứng nhận | Số đơn vị/doanh số chứng nhận |
| ----------------------------------------- | ---------- | ----------------------------- |
| Canada (Music Canada)                     | Platinum   | 100.000^                      |
| Thụy Điển (GLF)                           | Vàng       | 50.000^                       |
| Anh Quốc (BPI)                            | Bạc        | 60.000^                       |
| Hoa Kỳ (RIAA)                             | Bạch kim   | 1.000.000^                    |
| ^ Chứng nhận dựa theo doanh số nhập hàng. |            |                               |